# Szpat islandzki

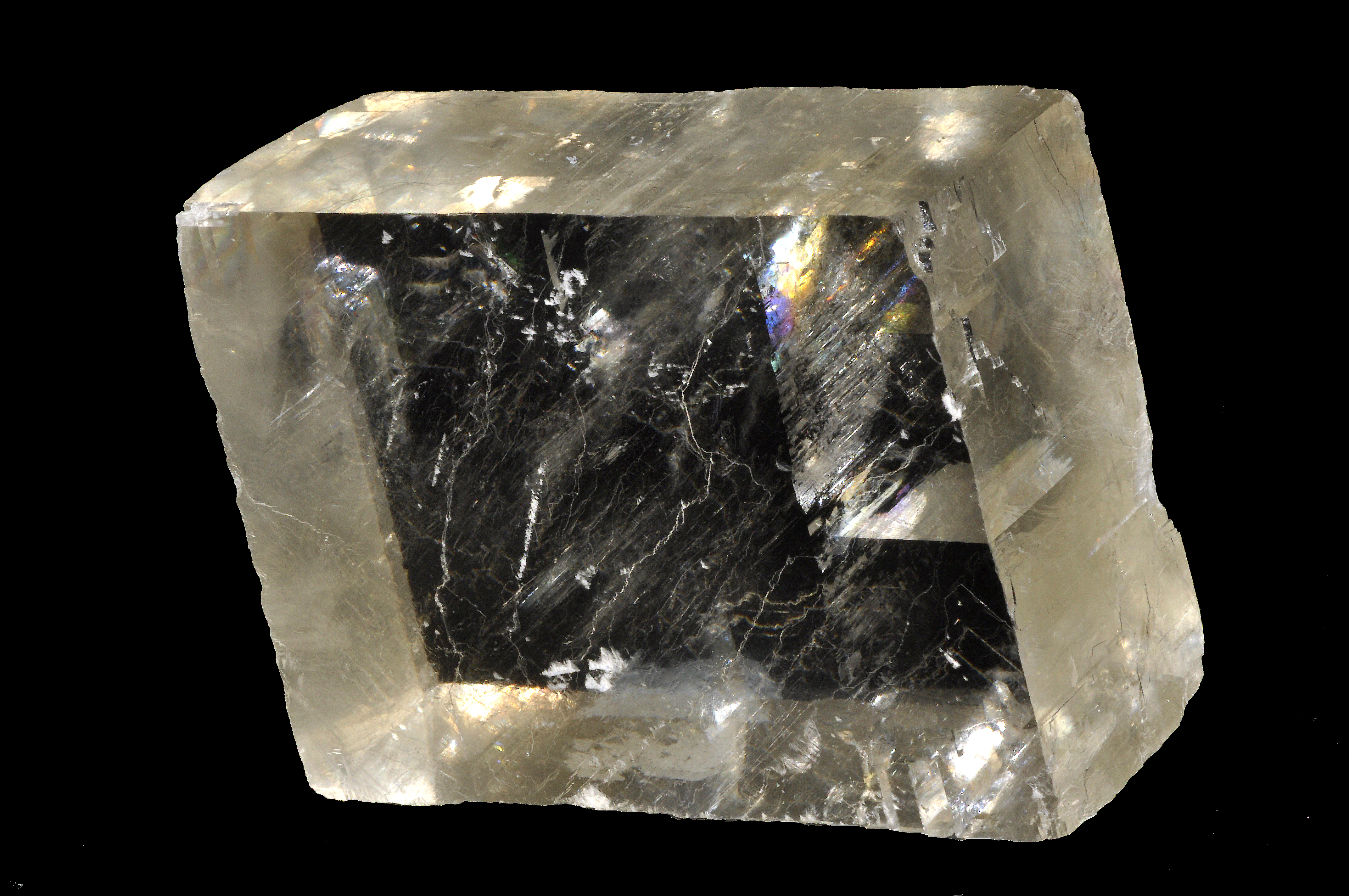
Szpat islandzki

Szpat islandzki (spat islandzki) –  tradycyjna nazwa minerału stanowiącego chemicznie czystą, przezroczystą wielokrystaliczną odmianę kalcytu (CaCO3), wykształconą w postaci romboedrów.

## Właściwości
- Wykazuje silną dwójłomność[1] o współczynnikach załamania promienia zwyczajnego no = 1,658 i nadzwyczajnego  ne = 1,486 dla światła o długości fali ok. 590 nm[potrzebny przypis].

- Dla kryształów kalcytu odkryto zjawisko podwójnego załamania światła oraz polaryzację światła. Zjawisko to można obserwować gołym okiem w dużych przezroczystych kryształach kalcytu. Sporządzenie z kryształów kalcytu przez fizyka angielskiego Williama Nicola pryzmatów zwanych  pryzmatami Nicola lub „nikolami” (1828 r.) dało początek mikroskopowym badaniom skał[1].

## Występowanie
Najpiękniejsze kryształy pochodzą z Islandii, gdzie w rejonie Eskifjordhur k. Helgustadir (nad fiordem Eske) znajdowane były w pęcherzach pogazowych wśród bazaltów kryształy o kilkudziesięciocentymetrowej długości krawędzi. Obecnie złoża te są całkowicie wyczerpane.
Wysokiej jakości, idealnie przezroczyste kryształy wydobywane są w Rosji – w dolinie rzeki Dolna Tunguzka, w Meksyku – w Guanajuatao, w USA – w stanach Nowy Meksyk, Montana, Kalifornia, na Ukrainie – w rejonie Bajdaru na Krymie.

## Zastosowanie
- Ten bezbarwny kryształ jest wykorzystywany do wyrobu przyrządów optycznych (tzw. polaryzatorów) – pryzmatów Nicola[1].
- Stosowany jest w mikroskopach petrograficznych (polaryzacyjnych)[1].
  - Roczne zapotrzebowanie na dobrze wykształcone, przezroczyste kryształy kalcytu do celów optycznych przekracza 500 kg. Obecnie zastępuje się je częściowo syntetycznymi polaroidami[potrzebny przypis].
- Krystaliczny kalcyt znajduje zastosowanie w przemyśle szklarskim i ceramicznym (ceramika szlachetna)[potrzebny przypis].